# Meyna pubescens
Meyna pubescens är en måreväxtart som först beskrevs av Wilhelm Sulpiz Kurz, och fick sitt nu gällande namn av Robyns. Meyna pubescens ingår i släktet Meyna och familjen måreväxter. Inga underarter finns listade i Catalogue of Life.